# E la mente va/Il cavaliere del vento
E la mente va/Il cavaliere del vento è il primo singolo del gruppo italiano Accademia, pubblicato nel 1981 dalla Ariston (catalogo AR/00916), che anticipa l'eponimo album.

## I brani
Entrambi i brani sono editi dalle Edizioni musicali Ariston.
I testi sono scritti da Cristiano Minellono e Leonardo Risté, mentre le musiche sono composte da Leonardo e Rocco Schiavone.
Il cavaliere del vento, presente sul lato B del disco, è il brano presentato al 18ª edizione del Festivalbar, svoltasi a Sottomarina, dove la band vince la sezione "Discoverde".

## Tracce

### Lato A
1. E la mente va – 4:20

### Lato B
1. Il cavaliere del vento (Festivalbar 1981) – 4:27

## Formazione
- Leonardo Schiavone – voce, chitarra, fiati
- Rino Trasi – chitarra, salterio, cori
- Claudio Frigerio – violoncello, chitarra, cori
- Giuseppe Cattaneo – pianoforte, tastiere, voce baritonale
- Fabio Amodio – batteria, percussioni
- Leonardo Risté – basso